# Ferrari SP3JC
La Ferrari SP3JC est une voiture de sport du constructeur italien Ferrari produite en 2 exemplaires par le département spécial "One-off" de la marque.

## Présentation
Le premier exemplaire de la SP3JC a été dévoilée le 30 novembre 2018. Cet exemplaire est doté d'une peinture blanche et bleue avec une conduite à droite . En 2019, un second exemplaire a été dévoilé le 3 janvier 2019. Celle ci est de couleur grise et rouge avec une conduite à gauche cette fois ci .

## Historique
La SP3JC est un roadster produit à seulement 2 exemplaires par la marque au Cheval cabré pour un client anglais fortuné de Ferrari. Elle préfigure également la Ferrari 812 GTS, version cabriolet de la 812 Spuerfast .

## Design
Son design reprend certains éléments de la 812 Superfast.

## Caractéristiques techniques
La SP3JC repose sur la plateforme de la F12tdf. Elle en reprend le châssis et le moteur mais la carosserie est entièrement nouvelle.

### Moteur
Le moteur de la SP3JC est le V12 atmosphérique de 6,3 litres de 780 ch provenant de la F12tdf.